# The White Buffalo (filme)
The White Buffalo (pt: A Carga do Búfalo Branco / br: O grande búfalo branco) é um western dos Estados Unidos de 1977, realizado por J. Lee Thompson.
O filme foi produzido pelo estúdio Dino de Laurentiis Corporation e distribuído pela United Artists, com argumento de Richard Sale, baseado em livro dele mesmo. A música é de John Barry, a fotografia de Paul Lohmann, o desenho de produção de Tambi Larsen, a direção de arte de James L. Berkey, o guarda-roupa de Dennis Fill e Eric Seelig e a edição de Michael F. Anderson.
O roteiro traça um interessante paralelo na vida de duas figuras lendárias do Velho Oeste: Cavalo Louco e Wild Bill Hickok, célebres pela selvageria, ódio aos inimigos e valentia demonstrada nas guerras da cavalaria estadunidense contra os índios, cada um lutando por um lado diferente. E mortos em épocas próximas, ambos à traição: Hickok foi assassinado por um tiro nas costas em 1876, durante um jogo de cartas; e Cavalo Louco foi morto por um soldado quando era prisioneiro, em 1877. Mas o elo entre os dois se torna evidente só depois que surge um imenso e feroz Búfalo Branco nas terras indígenas.
Mas os produtores resolveram alcançar um público maior e aproveitaram a história de alguns homens lutando contra uma força monstruosa da natureza, parecida com a do mega-sucesso Jaws de dois anos antes, e forçaram ainda mais a semelhança entre os filmes, como se fosse a mesma história mas desta vez ambientada no Velho Oeste. Sob esse aspecto os efeitos especiais decepcionaram e prejudicaram o filme, não chegando nem perto da técnica mostrada por Steven Spielberg.

## Sinopse
Em setembro de 1874 Wild Bill Hickok retorna para o Oeste atraído por pesadelos diários com um enorme búfalo branco que o apavora. Sem saber da sua já grande fama, tenta usar o nome de James Otis, mas é constantemente reconhecido por antigos camaradas, amores e por vários inimigos. Em sua primeira parada, na cidade de Cheyenne (Wyoming), uma visão perturbadora: milhares de ossos de búfalos se amontoam ao longo dos trilhos dos trens (comboios). Continuando a viagem, ele passa pela cidade de Fetterman e chega enfim em Deadwood, Dacota do Sul, onde reencontra o antigo camarada caolho Charlie Zane. Este lhe confirma que o búfalo é real, pois o viu há alguns dias nas terras sagradas dos índios, nas montanhas de Black Hills. Os dois resolvem partir para a caça ao monstruoso animal: Hickok, para tentar acabar com os pesadelos; e Zane para ganhar um bom dinheiro, pois ouviu falar que Buffalo Bill recebera uma fortuna quando vendeu a cabeça de um outro búfalo albino a um milionário.
No caminho, avistam um guerreiro Sioux sendo atacado por vários inimigos de uma tribo rival. Eles não sabem que ele é Cavalo Louco, grande chefe de sua tribo. Mas agora Cavalo Louco se chama Verme, pois seu antigo nome lhe fora retirado pelos outros índios até que mate o Búfalo Branco. Isso aconteceu porque, depois que o animal atacara a aldeia e matara uma de suas filhas, Cavalo Louco ficou tão abalado que perdeu a confiança de seus guerreiros. Como punição eles o retiraram do nome e de suas honrarias e só as devolveriam se ele conseguisse trazer a carcaça do búfalo, morto pelas suas próprias mãos.
Os dois brancos e o sioux são inimigos mortais, mas para surpresa de Zane, Hickok resolve ajudar Cavalo Louco contra seus atacantes e depois em sua missão, pois sente que o índio e o búfalo estão ligados a ele. E no fim ouvirá uma revelação que confirmará sua intuição.

## Elenco
- Charles Bronson — Wild Bill Hickok
- Jack Warden — Charlie Zane
- Will Sampson — Crazy Horse / Worm[1]
- Clint Walker — Whistling Jack Kileen
- Slim Pickens — Abel Pickney
- Stuart Whitman — Winifred Coxy
- Kim Novak — Poker Jenny Schermerhorn
- John Carradine — Amos Briggs
- Ed Lauter — Tom Custer
- Shay Duffin — Tim Brady
- Cara Williams — Cassie Ollinger
- Douglas Fowley — Amos Bixby
- Clifford A. Pellow — Pete Holt
- Richard Gilliland — Kileen
- Martin Kove — Jack McCall